# Conflito Kachin
O conflito Kachin ou Guerra Kachin é um dos múltiplos conflitos coletivamente referidos como conflitos armados em Mianmar. Os insurgentes kachin têm combatido as tropas governamentais desde 1961, com apenas um cessar-fogo sendo intermediado entre ambos os lados, que durou 17 anos, de 1994 a 2011.
Desde a retomada das hostilidades em 2011, milhares de civis foram mortos, enquanto mais de 100.000 foram deslocados. O uso generalizado de minas terrestres, crianças soldados, estupro sistemático e tortura tem ocorrido por ambos os lados.

## Antecedentes
O povo Kachin (ou Jingpo) é uma confederação de seis grupos étnicos cuja terra natal abrange território nas colinas de Kachin, no norte de Mianmar, no sul da China (Yunnan) e no nordeste da Índia. Após a independência birmanesa do Reino Unido, muitas minorias étnicas, incluindo os kachins, fizeram campanha pela autodeterminação e independência. A Organização para a Independência de Kachin (OIK) foi fundada em 1960 por dissidentes como resultado das queixas entre o governo de união majoritariamente bramás e o povo kachin. O Exército Independente de Kachin (EIK) foi estabelecido como seu braço armado em 1961, atuando como um exército privado com 27 membros. No início da década de 1960, o Exército Independente de Kachin começou a se expandir e a aumentar em número, especialmente após o golpe de Estado de 1962 e sua ameaça percebida por minorias étnicas.